# 鳥山仁
鳥山 仁（とりやま じん、1969年 - ）は、日本の編集者・ライター・小説家・AV監督。

## 人物
東京都出身。開成中学校・高等学校を卒業。高校在学中よりライターとして活動、1995年から1996年にかけてフランス書院・ナポレオン文庫で複数の官能小説作品を発表。
現在はフリーランスとして雑誌・ムックの編集や同社発売のアダルトビデオ作品の監督を務めている。
2002年に勃発した青少年有害社会環境対策基本法案を巡る問題に前後して以前から親交のあった写真家・軍事評論家の松代守弘に乞われる形でいわゆる有害情報に対する表現規制問題や児童ポルノ禁止法を巡る問題に関わっており、現在も個人で開設しているブログを中心にこれらの問題について規制反対の対場からの提言を行っている。また、かつて「Rights Of Sex Fantasies（ROSF）」という「性別を問わず成人が性的な空想を愉しむ権利を保全する為の団体」を運営しており、そのウェブサイトにおいて二つの造語を提案している。一つは規制を推進する一部の団体及び人間性に対し、性への根本的な嫌悪から社会に呼びかけ規制を推進する「セックスヘイター」であり、もう一つは同様の手段で性的な思想を特定の倫理に強制的に従わせようとする「セックスコントローラー」である。特に鳥山仁はセックスヘイターについて、性的な事案全てにおいてネガティブな反応を示し、極度に制限した規制を加えるほか、性とは直接関わりの薄い事案まで性的な問題として影響を与えようとすると定義づけた。そして、しばしばセックスコントローラーはセックスヘイターを、その憎悪を利用して支配下におくとしている。

## 主な著作
フランス書院・ナポレオン文庫刊
- 『小悪魔たちの囁き　テレパラサイト☆コール』（1995年12月）ISBN 978-4-8296-2048-9
- 『アルトルーリアの巫女姫　聖なる神々の伝説』（1996年6月）ISBN 978-4-8296-2060-1
- 『逢魔の刻印』（1996年11月）ISBN 978-4-8296-2074-8

三和出版・Sanwa mook刊
- 樺昭子、匡陸綽:共著『今日からオンナノコ!! : オンナノコになりたいオトコノコのための完全変身マニュアル』（2010年1月）ISBN 978-4-7769-0389-5
- 『変態性愛技法　初めてのSMとSEX』（2010年9月）ISBN 978-4-7769-0577-6
- bee、yururu:イラスト『本当に正しいセックス　今までになかった!!真実を知りたいあなたのための超実践的セックスマニュアル　基本編』（2012年1月）ISBN 978-4-7769-0723-7
- 嵯峨斐峰:共著『巨大娘研究　サブカルチャー批評の終焉と再生』（2012年4月）ISBN 978-4-88356-465-1
- 『堕ちる女神　マニアックノベルズ　Volume.7』（2012年7月）ISBN 978-4-7769-0850-0
- 『本当に正しいセックス　覚醒編』（2012年7月）ISBN 978-4-7769-0818-0
- 紙魚丸、柚木郁人、抜天、墓場、卑影ムラサキ、菊水、その他:共著『マニアックノベルハード　蕾秘』（2012年12月）ISBN 978-4-7769-0931-6
- 遠野渚、卑影ムラサキ:共著『マニアックノベルハード　蕾秘　2』（2013年2月）ISBN 978-4-7769-0966-8
- 卑影ムラサキ、おくとぱす、翠川登志、柚木郁人:共著、紙魚丸:イラスト『マニアックノベルハード　蕾秘　3』（2013年4月）ISBN 978-4-7769-1007-7
- 代田弘:共著『本当に正しいセックス　複数プレイ編』（2013年7月）ISBN 978-4-7769-1016-9
- 九瀬足波:共著『本当に正しいフェティシズム性的嗜好大事典　Really Rights Fetishism』（2013年11月）ISBN 978-4-7769-1070-1
- 『羞恥の肛門拡張訓練　若い男に禁断の肉欲を覚えさせられた人妻たち』（2014年2月）ISBN 978-4-7769-1123-4
- 樺昭子、匡陸綽、ほか:共著『今日からオンナノコ!!　オンナノコになりたいオトコノコのための完全変身マニュアル』（2014年5月）ISBN 978-4-7769-1154-8
- 『本当はやってはいけない刑罰マニュアル』（2015年10月）ISBN 978-4-7769-1399-3
- 有末剛:監修、鳥山仁:テキスト『有末剛の緊縛解体新書』（2016年1月）ISBN 978-4-7769-1447-1
- 九瀬足波:共著『続・本当に正しいフェティシズム性的嗜好大事典　ANNEX』（2016年1月）ISBN 978-4-7769-1431-0
- トゥリヌス:著、鳥山仁:翻案、大和テクノ:イラスト『ローマ式奴隷との生活』（2016年2月）ISBN 978-4-7769-1457-0 原タイトル Thurinus:著『Vitae Cum Selvuris』(奴隷娘たちとの生活)
- つくすん、菊一もんじ、森山マイカ、久瀬足波、鍋島崇 、幸せのかたち、渦の木環、おなかいたい。、五割引中、しいなシン:共著『大人のお医者さんごっこ　検査・測定編』（2016年4月）ISBN 978-4-7769-1498-3
- 『今だからこそ知りたい結婚と性行為の歴史』（2016年5月）ISBN 978-4-7769-1532-4
- 『本当はやってはいけない性犯罪　痴漢・盗撮』（2016年8月）ISBN 978-4-7769-1574-4
- 『ディストピアへようこそ!!　どうして馬鹿は理想郷を作ろうとして、大量虐殺に手を染めるのか?』（2017年3月）ISBN 978-4-7769-1643-7

イカロス出版・あくしずレーベル刊
- 野々原幹:イラスト『ネクロノミコン異聞』（2011年7月）ISBN 978-4-86320-480-5
- 葵カナン:イラスト『ネクロノミコン異聞 2』（2011年10月）ISBN 978-4-86320-648-9

開巻書房刊
- 『純粋娯楽創作理論　第一章・面白さの基礎原理』（Amazon Kindle版、2014年5月）ASIN B00KIE134U全国書誌番号:22928342
- 『純粋娯楽創作理論　第二章・キャラクター分類指標』（Amazon Kindle版、2014年9月）ASIN B00NJ85UDW
- 『純粋娯楽創作理論 第三章・全体構成とリアクション』（Amazon Kindle版、2017年6月）ASIN B071H34DL3
- 『純粋娯楽創作理論 第四章・面白さと感情移入の両立』（Amazon Kindle版、2020年12月）

ASIN B08RB9JDJL